# Aymen
 (janvier 2019).
Si vous disposez d'ouvrages ou d'articles de référence ou si vous connaissez des sites web de qualité traitant du thème abordé ici, merci de compléter l'article en donnant les références utiles à sa vérifiabilité et en les liant à la section « Notes et références ».
Aymen, Ayman, Aimen ou Aymane (أيمن) est un prénom arabe (yamine en arabe signifie droite).

## Étymologie
Ce mot signifie en arabe « droitier, personne utilisant la main droite » (’ayman). Une autre hypothèse vient d'un homonyme signifiant « plus béni, plus favorisé », comparatif de yâmin ou yamîn (« béni »).
Aymen (racine sémitique : y-m-n, « droite, côté favorable ») est lié étymologiquement à Benjamin (« envoyé de Dieu » en hébreu) et à Yémen (l’Arabie heureuse des Anciens).